# 局所上昇法
局所上昇法（きょくしょじょうしょうほう、英語: Local Elevation）は、計算化学や計算物理学において主に分子シミュレーション（分子動力学法 (MD) およびモンテカルロ法 (MC) など）に用いられる手法である。1994年に分子動力学法において配座空間上における探索を加速するために Huber, Torda, van Gunsteren により開発され、分子動力学シミュレーション用ソフトウェアGROMOS96以降で利用可能である。この手法は、配座フラッディング法と共に、分子シミュレーションに履歴依存性を導入した初めての例である。Engkvist–Karlström法、適応バイアス力法、ワン・ランダウ法、メタダイナミクス法、適応バイアス分子動力学法、適応反応座標力法、局所上昇アンブレラサンプリング法などの多くの新規手法が同様の原理に基いて開発された。この手法の基礎原理は、シミュレーション中に履歴に依存するポテンシャルエネルギー項を導入し、既にサンプリング済みの配座の再実現を阻害することで新しい配座の発見確率を上げるというものである。この手法はタブーサーチ法の連続版と見做すことができる。

## アルゴリズム

### 基礎ステップ
このアルゴリズムの基礎となるステップは、現在の分子配座を不利にするような小さな斥力的ポテンシャルエネルギーを加え、別の配座が見付かる確率を上げるというものである。このためには、関心のある配座変化を記述できる部分自由度 Q(r) を選ぶ必要がある。通常は配座に関連する二面角とするが、原理的にはデカルト座標 r の微分可能関数であればどんなものでも構わない。
このアルゴリズムでは、実際のポテンシャルエネルギーにバイアスエネルギーを印加し、以下のように変形させる。
{\displaystyle U_{\mathrm {tot} }({\boldsymbol {r}})=U_{\mathrm {phys} }({\boldsymbol {r}})+U_{\mathrm {bias} }^{\mathrm {LE} }({\boldsymbol {Q}};t)}
局所上昇バイアス {\displaystyle U_{\mathrm {bias} }^{\mathrm {LE} }({\boldsymbol {Q}};t)} はシミュレーション時間 t に依存し、シミュレーション開始時にはゼロとする ({\displaystyle U_{\mathrm {bias} }^{\mathrm {LE} }({\boldsymbol {Q}};t=0)=0}) 。そして、以下の小さな斥力的関数を徐々に足し上げていく。
{\displaystyle U_{\mathrm {bias} }^{\mathrm {LE} }({\boldsymbol {Q}};(n+1)\Delta t)=U_{\mathrm {bias} }^{\mathrm {LE} }({\boldsymbol {Q}};n\Delta t)+k_{\mathrm {LE} }F({\boldsymbol {Q}}-{\boldsymbol {Q}}_{n+1})}
ここで、 kLE はスケーリング定数、 F(Q-Qn+1)  は F(0) = 1 を満たす多次元斥力的関数である。
結果として得られるバイアスポテンシャルは、次のような総和で表わされる。
{\displaystyle U_{\mathrm {bias} }^{\mathrm {LE} }({\boldsymbol {Q}};n\Delta t)=\sum _{i=1}^{n}k_{\mathrm {LE} }F({\boldsymbol {Q}}-{\boldsymbol {Q}}_{i})}
足し上げる斥力関数の数を減らすため、格子点を中心とする関数のみを用いる手法が広く用いられている。元々は、 F(Q-Qi) として多変数ガウス関数が用いられていた。しかし、ガウス関数は全空間で非零であり、かつ格子点上のガウス関数を足し上げることでできてしまう人為的なエネルギー地形を避けるため、有限次の多項式関数を用いる方が良いと考えられるようになっている。

## 応用
局所上昇法は、配座探索問題だけでなく、自由エネルギー計算にも応用される。自由エネルギー計算においては、局所上昇法はある自由度に沿った自由エネルギー面を計算するために応用される。Engkvist と Karlström により、局所上昇法により形成されたバイアスポテンシャルを用いて、符号の反転した自由エネルギー面の近似値を得ることができると証明されている。したがって自由エネルギー面から（メタダイナミクス法で行なわれるように）直接自由エネルギー面を推算したり、（アンブレラサンプリング補正つきメタダイナミクス法や局所上昇アンブレラサンプリング法で行なわれるように）アンブレラサンプリング法を用いてより正確な自由エネルギーを得るのに応用することができる。